# Mourad Ainy
Mourad Ainy (Casablanca, 24 maart 1980) is een Marokkaans voormalig voetballer. Ainy debuteerde in 2008 in het Marokkaans voetbalelftal.

## Interlandcarrière
Hij werd opgeroepen door interim-coach Jamal Fathi om aan te treden voor de Marokkaanse nationale ploeg in de WK 2010-kwalificatiewedstrijden tegen Ethiopië, Mauritanië en Rwanda. Ainy maakte zijn debuut op 26 maart 2008 in een vriendschappelijke interland tegen België.